# 于洛拔
于洛拔（414年—458年），代人，南北朝時期北魏名將于栗磾之子。

## 生平
于洛拔有姿容，為人善於應對，恭慎而且小心。年少時以功臣之子，拜侍御中散。太武帝拓跋燾對于洛拔甚加愛寵，因而賜名。在太武帝車駕征討時，于洛拔時常侍衞聖駕，擢升為領監御曹事。于洛拔跟從太武帝出征涼州，平定後受賜奴婢四十口，轉為監御曹令。太子拓跋晃為東宮時，對于洛拔厚加禮遇，但是于洛拔以拓跋晃雖則儲君，不宜逆自結納，時常畏避屏退，左轉領候宮曹事。不久在父親于栗磾死後，于洛拔襲封了他的爵位。其後出鎮為使持節、散騎常侍、寧東將軍、和龍鎮都大將、營州刺史。于洛拔以治有能名，進號安東將軍。又為外都大官。當時隴西屠各、王景文等恃險竊命，私售爵位，文成帝拓跋濬下詔于洛拔與南陽王惠壽都督四州之士卒討平他們，遷徙其惡黨三千餘家於趙、魏之地。轉拜侍中、殿中尚書。遷尚書令，仍為侍中。在朝恭謹而嚴肅，百官對他忌憚。太安四年〈458年〉逝世，當時年四十四歲。于洛拔有六子，六人各居高位。

## 家庭

### 兒子
- 于烈，于洛拔長子，官至散騎常侍、車騎大將軍。後外放為恆州刺史。死後贈使持節、侍中、大將軍、太尉公、雍州刺史；追封鉅鹿郡開國公，增邑五百戶，并前千戶。
- 于敦，于烈弟，官至征虜將軍、恒州刺史。卒於任內，贈使持節、平北將軍、恒州刺史。
- 于果，于敦弟，賜爵武城子。太和年間，歷任朔、華、并、恒四州刺史。
- 于勁，于果弟，宣武順皇后于氏之父，征北將軍、定州刺史，官至太尉。死後贈司空，諡號恭莊公。
- 于須，于勁弟，官至鎮南將軍、肆州刺史。死後贈侍中、車騎大將軍、尚書右僕射、儀同三司。
- 于天恩，于勁弟，官至遼西太守。贈平東將軍、燕州刺史。